# New Zealand Cavaliers
New Zealand Cavaliers fu una selezione non ufficiale di rugbisti a 15 neozelandesi che, nel 1986, effettuò un tour in Sudafrica mai riconosciuto dalla New Zealand Rugby Football Union.
Detto tour si compose di 12 incontri, 8 dei quali contro formazioni provinciali e gli Junior Springboks e gli altri 4 contro gli Springbok; benché per i neozelandesi tali 4 incontri non abbiano valore di test match la South African Rugby Board (e la sua erede, la South African Rugby Union) riconobbe la presenza internazionale ai suoi giocatori che vi presero parte.
L'iniziativa dei giocatori neozelandesi fu fonte di polemiche e contestazioni in patria dal momento che in Sudafrica vigeva ancora, all'epoca, il regime di apartheid che aveva provocato per tale Paese il bando internazionale anche sotto l'aspetto sportivo.
La serie degli incontri contro gli Springbok fu persa dai Cavaliers per un incontro a tre.
Controversa e tuttora mai chiarita è anche la circostanza per la quale i giocatori, recatisi in Sudafrica a titolo personale e individualmente, avrebbero ricevuto compensi per la loro presenza in tale Paese, in un periodo in cui la governance del rugby a 15 non permetteva ancora di giocare con status professionistico.
La federazione neozelandese sanzionò con la sospensione per i successivi due incontri internazionali tutti i giocatori che presero parte al tour e chiese in via non ufficiale, ottenendole, le dimissioni dai propri ruoli dell'allenatore della spedizione, l'ex All Black Colin Meads.
Non potendo utilizzare l'uniforme nazionale, la squadra si presentò in campo con una tenuta completamente nera con inserti gialli in omaggio allo sponsor della spedizione, le Pagine Gialle sudafricane, che coprì anche le spese di soggiorno della squadra.

## Antefatto
Nel 1981 gli Springbok avevano effettuato un tour in Nuova Zelanda che fu accolto in maniera molto negativa dagli abitanti del Paese oceaniano, i quali non mancarono di esprimere il loro dissenso alla politica di apartheid (segregazione razziale) vigente in Sudafrica; varie e ripetute furono le pressioni popolari sugli All Blacks perché si rifiutassero di scendere in campo contro i loro avversari.

Andy Dalton (qui nel 1979 contro l'), capitano dei Cavaliers

Già nei primi giorni del tour un match infrasettimanale contro Waikato era stato annullato perché alcuni contestatori avevano disseminato il prato dello stadio di Hamilton di chiodi e schegge di vetro, e durante il terzo test match tra le due squadre, all'Eden Park di Auckland, un pilota d'aereo, Marx Jones, all'epoca trentaduenne, sorvolò con un Cessna il terreno di gioco lanciando bombe di farina sui giocatori per protesta; la manovra gli costò sei mesi di carcere e la proibizione perpetua d'ingresso in tale stadio, sebbene in diverse occasioni egli vi abbia fatto ritorno, lì invitato dalla locale stampa.
Nel 1985 la federazione neozelandese, incurante delle polemiche, aveva organizzato a sua volta un tour in Sudafrica, ma in tale occasione le proteste salirono di livello e, oltre alle manifestazioni in piazza, sopraggiunse anche un'azione giudiziaria promossa da due avvocati ed ex rugbisti, Patrick Finnegan e Philip Recordon; questi promossero una causa civile nei confronti della Federazione sostenendo che essa violasse gli stessi principî che altresì si impegnava a tutelare.
I due legali, infatti, nel loro ricorso al tribunale, citarono il comma dello statuto della NZRFU nella quale essa si impegnava a «…promuovere, sviluppare e sostenere il rugby dilettantistico in Nuova Zelanda…» e che la decisione di recarsi in un Paese che istituzionalizzava il razzismo infrangeva tali principî.
Il giudice Maurice Carey accolse il ricorso e intimò alla Federazione rugbistica di astenersi dall'organizzare il tour, che fu annullato.
La cancellazione del tour provocò generalmente dissenso da parte dei giocatori convocati, che si videro privati dell'unica possibilità di affrontare una Nazionale di alto livello; d'altra parte, la decisione della corte neozelandese non fece recedere la federazione sudafricana dal proposito di organizzare una serie di incontri in casa propria, anche a costo di usare come estremo tentativo di persuasione l'arma economica; in effetti, fu grazie alla pesante sponsorizzazione delle Pagine Gialle sudafricane, che coprirono i costi di soggiorno dei neozelandesi con l'equivalente di 850 000 sterline britanniche dell'epoca, che fu possibile, alfine, organizzare una serie di incontri contro una squadra di giocatori che non potevano ufficialmente presentarsi in Sudafrica in rappresentanza di alcunché di diverso da essi stessi: in effetti la gran parte dei 30 giocatori che avrebbero dovuto partecipare al tour del 1985 (David Kirk e John Kirwan si rifiutarono di prendere parte all'iniziativa, così come il tecnico degli All Blacks Brian Lochore) presero separatamente il volo per Sydney, in Australia (Andy Haden si trovava già a Città del Capo) e da lì partirono per il Sudafrica.

## Il tour
Dato il clima ostile in patria alla presenza in Sudafrica dei giocatori, molti di essi portarono seco le proprie mogli e fidanzate per il timore di eventuali ritorsioni nei loro confronti; gli sponsor si fecero carico anche dell'alloggio dei familiari che venne tenuto separato da quello dei giocatori; mai chiarita fu anche la questione dell'eventuale compenso ricevuto, che avrebbe messo i giocatori a rischio di pesanti squalifiche stante la natura completamente dilettantistica del rugby a 15 (che assunse lo status professionistico solo nel 1995 dopo la III Coppa del Mondo).
Ufficialmente non fu mai riconosciuta alcuna remunerazione ai giocatori neozelandesi, fatto salvo un rimborso spese giornaliero pari all'equivalente di 14 sterline britanniche.
Allenatore della squadra, stante il rifiuto di Brian Lochore, fu Colin Meads, che all'epoca ricopriva il ruolo di selezionatore per la federazione neozelandese; team manager fu Ian Kirkpatrick.
Tra i nomi noti che presero parte alla spedizione figurano Craig Green, Warwick Taylor, i gemelli Alan e Gary Whetton, Jock Hobbs e Wayne Shelford; capitano fu Andy Dalton.
Quale uniforme, in omaggio allo sponsor, fu scelta una tenuta nera (approntata dall'Adidas) il colletto della cui maglietta e gli inserti erano giallo-oro.
Il logo sulle maglie era una felce argentata all'interno di un'ellisse verde (simbolo del pallone da rugby) a sua volta inserita in un rettangolo giallo ad angoli stondati (simbolo di Ellis Park, lo stadio nazionale sudafricano).
Il tutto era sormontato da uno springbok (antidorcas marsupialis, specie di antilope simbolo del Sudafrica) ricamato in rilievo.
Il logo dello sponsor appariva invece sul lato destro della maglia, sia in afrikaans (Geelbladsye) che in inglese (Yellow Pages).
Il tour durò circa un mese e mezzo, e gli incontri delle prime tre settimane furono solo contro rappresentative provinciali che disputavano la Currie Cup; quello d'apertura fu disputato contro la formazione A sudafricana, gli Junior Springboks.
Il gioco dei sudafricani, rimasto ancora fermo all'impatto fisico e alla potenza, e non adattatosi alle nuove tendenze internazionali a causa dell'isolamento, fu spigoloso e falloso; durante la seconda partita del tour a Pretoria contro il  Northern Transvaal, Andy Dalton fu messo fuori combattimento a causa di un pugno che gli ruppe la mascella.
L'unica sconfitta occorsa contro una squadra provinciale fu a Johannesburg contro il Transvaal per 19-24; i quattro incontri contro gli Springbok, che si tennero dal 10 al 31 maggio rispettivamente a Città del Capo, Durban, Pretoria e Johannesburg, furono diretti dall'arbitro gallese Ken Rowlands, che in tale occasione chiuse la sua carriera direttiva internazionale.
La serie degli incontri con il Sudafrica fu vinta per 3 incontri a 1 dai locali, che si aggiudicarono il primo e gli ultimi due match; i Cavaliers vinsero per 19-18 l'incontro di Durban, il secondo della serie.
Solo il Sudafrica riconobbe la presenza internazionale ai suoi giocatori.

## Le conseguenze
Al ritorno in Nuova Zelanda la federazione chiese a Colin Meads di non ripresentarsi candidato per la posizione di selezionatore l'anno successivo, e a tutti i giocatori fu inflitta una sospensione di due incontri, che per alcuni di essi significò la fine della carriera internazionale.
Relativamente pochi, della trentina di giocatori che presero parte alla spedizione in Sudafrica, furono poi convocati per la successiva Coppa del Mondo di rugby 1987 che la Nuova Zelanda disputò tra le mura amiche: a seguito della squalifica i giocatori non poterono prendere parte alla Bledisloe Cup di quell'anno e, quando gli All Blacks intrapresero il loro tour di fine anno in Francia, il commissario tecnico Lochore si presentò in Europa con una formazione con 11 esordienti assoluti, nota come Baby Blacks  le cui prestazioni resero difficile per molti elementi della vecchia rosa riguadagnare il posto: in effetti solo 12 elementi superstiti del tour figurarono anche nel torneo mondiale (Albert Anderson, Kieran Crowley, Andy Dalton, Steve McDowall, Grant Fox, Craig Green, Murray Pierce, Wayne Shelford ― peraltro ancora senza presenze per gli All Blacks ― Warwick Taylor e i gemelli Whetton) e si laurearono campioni.
Quanto al Sudafrica, la manovra organizzata dalla South African Rugby Board, la federazione che gestiva il rugby bianco nel Paese, valse un indebolimento politico del suo presidente Danie Craven, un ulteriore isolamento da parte dell'International Rugby Football Board e l'accelerazione della crisi della federazione; di lì a cinque anni la SARB avrebbe dovuto accettare un compromesso, proposto dall'African National Congress, e fondersi con la South African Rugby Union, organizzazione antirazzistica nata nel 1966 in alternativa alla SARB; la nuova federazione, che assunse il nome di South African Rugby Football Union, è quella che oggi è nota come South African Rugby Union.

## I giocatori invitati
| Avanti          | Avanti             | Avanti           |
| Giocatore       | Ruolo              | Provincia        |
| --------------- | ------------------ | ---------------- |
| Albert Anderson | Seconda linea      | Canterbury       |
| John Ashworth   | Pilone             | Hawke's Bay      |
| Scott Crichton  | Pilone             | Wellington       |
| Andy Dalton (c) | Tallonatore        | Counties Manukau |
| Andy Haden      | Terza linea ala    | Auckland         |
| Jock Hobbs      | Terza linea ala    | Canterbury       |
| Gary Knight     | Pilone             | Manawatu         |
| Steve McDowall  | Pilone             | Auckland         |
| Murray Mexted   | Terza linea centro | Wellington       |
| John Mills      | Tallonatore        | Canterbury       |
| Murray Pierce   | Seconda linea      | Wellington       |
| Hika Reid       | Tallonatore        | Bay of Plenty    |
| Mark Shaw       | Seconda linea      | Hawke's Bay      |
| Frank Shelford  | Terza linea ala    | Bay of Plenty    |
| Wayne Shelford  | Terza linea centro | North Harbour    |
| Alan Whetton    | Seconda linea      | Auckland         |
| Gary Whetton    | Seconda linea      | Auckland         |

| Tre quarti     | Tre quarti         | Tre quarti |
| Giocatore      | Ruolo              | Provincia  |
| -------------- | ------------------ | ---------- |
| Kieran Crowley | Estremo            | Taranaki   |
| Mike Clamp     | Tre quarti ala     | Wellington |
| Robbie Deans   | Estremo            | Canterbury |
| Andrew Donald  | Mediano di mischia | Wanganui   |
| Grant Fox      | Mediano d'apertura | Auckland   |
| Bernie Fraser  | Tre quarti ala     | Wellington |
| Craig Green    | Tre quarti ala     | Canterbury |
| David Kirk     | Mediano di mischia | Auckland   |
| John Kirwan    | Tre quarti ala     | Auckland   |
| Dave Loveridge | Mediano di mischia | Taranaki   |
| Bill Osborne   | Tre quarti centro  | Wanganui   |
| Steven Pokere  | Tre quarti centro  | Auckland   |
| Bryce Robins   | Tre quarti ala     | Taranaki   |
| Victor Simpson | Tre quarti centro  | Canterbury |
| Wayne Smith    | Mediano d'apertura | Canterbury |
| Warwick Taylor | Tre quarti centro  | Canterbury |

### Staff tecnico-manageriale
- Colin Meads, allenatore
- Ian Kirkpatrick, team manager

## Risultati

### Itest match
| Arbitro: | Ken Rowlands |

|               |      |         |
| CJ du Plessis | mt   | tecnica |
| Botha         | tr   | Fox     |
| Botha (3)     | c.p. | Fox (3) |
| Botha (2)     | drop |         |

| Arbitro: | Ken Rowlands |

|           |      |                |
| Reinach   | mt   | Mexted, Taylor |
| Botha     | tr   | Fox (1)        |
| Botha (3) | c.p. | Fox (3)        |

| Arbitro: | Ken Rowlands |

|                              |      |         |
| Botha Gerber Reinach Schmidt | mt   | Crowley |
| Botha (4)                    | tr   | Fox     |
| Botha (3)                    | c.p. | Fox 3   |
|                              | drop | Fox     |

| Arbitro: | Ken Rowlands |

|               |      |           |
| Wright        | mt   | A. Donald |
| Botha         | tr   |           |
| Botha (5)     | c.p. | Deans (2) |
| MJ du Plessis | drop |           |

### Gli altri incontri
| Johannesburg 23 aprile 1986 | Junior Springboks | 21 – 22 | NZ Cavaliers | Ellis Park |

| Pretoria 26 aprile 1986 | Northern Transvaal | 9 – 10 | NZ Cavaliers | Loftus Versfeld\| Arbitro: \| Ken Rowlands \| |
| Arbitro:                | Ken Rowlands       |        |              |                                               |

| Bloemfontein 30 aprile 1986 | Orange Free State | 9 – 31 | NZ Cavaliers | Free State Stadium |

| Johannesburg 3 maggio 1986 | Transvaal | 24 – 19 | NZ Cavaliers | Ellis Park |

| Città del Capo 6 maggio 1986 | Western Province | 15 – 26 | NZ Cavaliers | Newlands |

| Durban 13 maggio 1986 | Natal | 24 – 37 | NZ Cavaliers | Kings Park |

| Johannesburg 20 maggio 1986 | SA Barbarians | 13 – 42 | NZ Cavaliers | Ellis Park |

| Potchefstroom 27 maggio 1986 | Western Transvaal | 18 – 26 | NZ Cavaliers |  |